# Meizu M5
Meizu M5 — смартфон, розроблений Meizu, що входить до серії M. Був представлений 31 жовтня 2016 року. Є наступником Meizu M3.

## Дизайн
Екран виконаний зі скла. Корпус смартфона виконаний з пластику.
Білий та зелений варіанти кольору отримали глянцевий пластик, а всі інші — матовий.
Знизу розміщені роз'єм microUSB, динамік, мікрофон та 3.5 мм аудіороз'єм. З лівого боку розташований гібридний слот під 2 SIM-картки, або 1 SIM-картку і карту пам'яті формату MicroSD до 128 ГБ. З правого боку розміщені кнопки регулювання гучності та кнопка блокування смартфону. Сканер відбитку пальця вбудований в навігаційну кнопку mTouch.
В Україні Meizu M5 продавався в 5 кольорах: Matte Black (Матовий чорний), Glacier White (Білий льодовик), Champanage Gold (Золотий шампань), Sapphire Blue (Синій сапфір) та Mint Green (Зелена м'ята).

## Технічні характеристики

### Платформа
Смартфон отримав процесор MediaTek MT6750 та графічний процесор Mali-T860MP2.

### Батарея
Батарея отримала об'єм 3070 мА·год.

### Камера
Смартфон отримав основну камеру 13 Мп, f/2.2 (ширококутний) з фазовим автофокусом та здатністю запису відео в роздільній здатності 1080p@30fps. Фронтальна камера отримала роздільність 5 Мп (ширококутний), світлосилу f/2.0 та здатність запису відео у роздільній здатності 1080p@30fps.

### Екран
Екран IPS LCD, 5.2'', 1280 × 720 (HD) зі співвідношенням сторін 16:9 та щільністю пікселів 282 ppi.

### Пам'ять
Смартфон продавався в комплектаціях 2/16 та 3/32 ГБ.

### Програмне забезпечення
Смартфон був випущений на Flyme 5.2, що базувалася на Android 6.0 Marshmallow. Був оновлений до Flyme 6.2.

## Рецензії
Оглядач з інформаційного порталу ITC.ua поставив Meizu M5 4 бали з 5. До мінусів він відніс глянцевий корпус (в деяких варіантів кольорів), апаратну платформу, якість фотографій та вторинний дизайн. До плюсів оглядач відніс якість збірки, різноманітність кольорів, зручну оболонку, автономність, екран, сканер відбитка пальців на передній панелі, та роз'єм 3.5 мм на нижньому торці. У висновку він сказав, що смартфон вийшов цікавий. В порівнянні з попередником (Meizu M3s), відмова від металевого корпусу не є критичною, а переніс роз'єму для навушників на нижню грань зробив апарат трішки зручнішим. Новий дисплей став більшим і кращим за якістю картинки. "В сухому залишку ми маємо невеликі косметичні зміни і покращення, які для когось можуть зіграти вирішальну роль при виборі, тож Meizu M5 однозначно найде свого покупця".
Оглядач з Pingvin.Pro відніс до плюсів смартфона «схожість з дизайном яблучної продукції», кнопку mTouch, якісний дисплей з можливостями налаштування, хорошу камеру (як для бюджетника), гарну продуктивність та непогану автономність. До мінусів він відніс малу кількість вдосконалень в порівнянні з попередником та пластиковий корпус, попри хорошу якість збірки.